# بلدة بورت أوستن (ميشيغان)
بورت أوستن (بالإنجليزية: Port Austin Township, Michigan)‏ هي بلدة تقع بولاية ميشيغان في الولايات المتحدة. تبلغ مساحتها 43.2 (كم²)، وترتفع عن سطح البحر 192 م، بلغ عدد سكانها 1591 نسمة في عام تعداد الولايات المتحدة 2000 حسب إحصاء مكتب تعداد الولايات المتحدة وتصل الكثافة السكانية فيها 37.4 نسمة/كم2.

## وصلات خارجية
- The US50 - Cities and Towns in Michigan State
- Michigan Cities and Towns, Facts, Map, Flag, Colleges, Government, and More